# Ин-Геззам (вилайет)
Ин-Геззам (араб. ولاية عين قزام‎), также просто Геззам, — вилайет на юге Алжира, созданный 18 декабря 2019 года по решению Кабинета министров Алжира вместе с десятком других вилайетов.
Это — самый южный вилайет страны, расположен на границе с Нигером. На данный момент это также самый малонаселённый вилайет страны, поскольку его население в нынешних границах по переписи 2008 года составляло 11 202 человека.
Поскольку все алжирские вилайеты названы в честь их столиц, административный центр и крупнейший город этого вилайета также назван Ин-Геззам.

## История
27 мая 2015 года был подписан указ о создании новых вилайетов, включая этот, впервые за 35 лет. 26 ноября 2019 года нововведение было подтверждено, а 18 декабря того же года указ вошёл в силу.
До этого территория вилайета Геззам входила в вилайет Таманрассет.

## Административное деление
Ин-Геззам делится на два округа, а также на две коммуны: город-коммуна и столица вилайета Ин-Геззам (население 7045 на 2008 год) и город-коммуна Тин-Зауатин (население 4157 на 2008 год).